# دامیان لدسما
دامیان لدسما (انگلیسی: Damián Ledesma؛ زادهٔ ۲۱ مهٔ ۱۹۸۲) بازیکن فوتبال اهل آرژانتین است.
از باشگاه‌هایی که در آن بازی کرده‌است می‌توان به باشگاه اتلتیکو ایندپندینته، باشگاه فوتبال روساریو سنترال، و باشگاه فوتبال راسینگ کلوب آویاندا اشاره کرد.